# Еленчани
Това е списък на личности, свързани с град Елена.
Родени в Елена
А
- Александър Кисьов (1897 – 1964), български военен деец, генерал от конницата;
- Александър Пиндиков (р. 1930), културен деятел;
- Ана Топчиева (1850 – 1903)
- Андрей Робовски (1801 – 1858)
- Анна Михова поп Стойкова (1864 – 1946)
- Анна Тодорова (1841 – 1909)

Б
- Боян Боев (1893 – 1923)

В
- Васил Славов (1926 – 2014), учител
- Велчо Ив. Загоров, български революционер от ВМОРО, четник на Евстатий Шкорнов[1]
- презвитера Весела Попова (1896 – 1951)
- Владимир Атанасов (1883 - 1903), български революционер на ВМОК, четник при Стоян Бъчваров, загинал при сражението с турски аскер в Карбинци[2]

Г
- архимандрит Галактион Хилендарец (1830 – 1894)
- Георги Боев (1906 – 1930)
- Георги Георгиев – Гец (1926 – 1996), актьор;
- Гено Джугалов (1889 – 1852)

Д
- презвитера Димитра Халваджиева (1882 – 1964)
- Димитър Моллов (1846 – 1914), лекар и политик;
- Дойно Граматик (? – 1810), книжовник, преписвач на църковна литература
- Донка Бакалова (? – 1897)
- Донка Христова (1832 – 1918)

Е
- Еленка Андронова (1890 – 1967)
- Елена Панайотова (1857 – 1918)

И
- свещ. Иван Кондаков (1867 – 1946)
- Иван Кършовски (1839 – 1914), революционер, общественик и журналист;
- Иван Момчилов (1819 – 1869), просветен деец;
- Иванчо Радивоев (1847 – 1912)
- Иван Стойчев (1841 – 1926)
- свещ. Иван Халваджиев (1873 – 1926)
- Иларион Доростолски (1913 – 2009), писател, духовник, митрополит на Доростолска епархия;
- Иларион Ловчански (1800 – 1884), духовник, избран за пръв български екзарх, но не встъпва в длъжност;
- Иларион Макариополски (1812 – 1875), духовник, митрополит на Великотърновска епархия;
- Илия Бобчев (1832 – 1899)

Й
- Йордан Бакалов (? – 1883)
- Йодран Боев (1859 – 1949)
- Йордан Борисов Илиев – Грънчаров (1923 – 1999), библиотекар – методист, краевед, художник
- х. Йордан Брадата (? – 1835), участник във Велчовата завера
- д-р Йордан Брадел (1847 – 1899), внук на х. Йордан Брадата, военен лекар, съратник на Христо Ботев
- х. Йордан Кисьов (? – 1865), участник във Велчовата завера
- арх. Йордан Миланов (1867 – 1932), проектирал Централната поща в София и Синодалната палата на пл. „Ал. Невски“
- кап. Йордан Чолаков (? – ?), пом.-капитан на кораба „Мария-Луиза“, драматично взривен край Пирея
- свещ. иконом Йордан Станчев (1947 – 2005)
- Йосиф Андронов (1890 – 1967)
- Йосиф Брадати (1682 – 1759), книжовник;
- свещ. иконом Йордан Попов (1897 – 1961)

К
- Кина Попова (1865 – 1913)
- Кирчо Кирчев (1875 – ?), български общественик, кмет на Бургас
- Костадин Христов (1848 – 1913)
- Костадин Попов (1887 – 1909)
- Константин Никифоров (? – 1891), военен с големи военни заслуги по времето на Княз Александър Батемберг, военен интелектуалец
- Константин Попов (1854 – 1931)

М
- Мара Корийкова (1881 – ?)
- Мария Бакалова х.Славчева (? – 1927)
- Мария Джугалова (1882 – 1948)
- Милан Радивоев (1845 – 1918), просветен деец, учител и в Габрово

Н
- Неда Боева (1865 – 1947)
- Неда Корийкова (1854 – 1925)
- Никифор Попконстантинов (1824 – 1881), един от основателите на Еленска Даскалоливница
- Никола Бакалов (? – 1924)
- Никола Бобчев (1863 – 1938), филолог;
- Никола Димов (1830 – 1906)
- Никола Даков (1890 – 1925)
- Никола Джугалов (1900 – 1918)
- Никола Михайловски (1818 – 1892), просветен деец;

П
- Панайот Кършовски (1870 – 1941), летописец на Еленския край и редактор на в. „Еленска защита“
- Панайот Панайотов (1883 – ?), български общественик, кмет на Варна
- Пена Джугалова (1853 – 1933)
- Пенчо Златев (1883 – 1948), офицер;
- Петко Горбанов (1846 – 1909), първият българин ученик и учител в Робърт колеж
- Петко Тодоров (1879 – 1916), писател;
- свещ. иконом Петър Станчев (1914 – 1981)

Р
- Рада Зуркова (1853 – 1904), учителка
- Райна Дакова (1909 – 1969)
- Роза Андронова (1925 – 2009)

С
- Сава Катрафилов (1836 – 1876), революционер;
- Сава Корийков (1848 – 1934)
- Сава Кочанов (1889 – ?), кмет на Благоевград 1940 – 1944
- Сава Кършовски (1847 – 1913), революционер и юрист;
- Сийка Андронова (1915 – 2008)
- Сийка Момчилова (1855 – 1913)
- Симеон Попов (1848 – 1932)
- Скарлада Милан С. Попова (род. Жапунова) (?-1907)
- Станка Генова (1835 – 1910)
- Станка Коева (1856 – 1926)
- Станка Попова (1854 – 1931)
- Стефан Бобчев (1853 – 1940), юрист и публицист;
- ген. Стефан Богданов (1865 – 1937), висш офицер от българската армия
- Стоян Михайловски (1856 – 1927), писател;
- проф. Слава Стефанова Попова (1913 – 1996), юрист

Т
- Теодор Теодоров (1859 – 1924), политик;

Х
- хаджи Сергий Руховски (1760 – 1836), игумен на Плаковския манастир, един от дейците и ръководители на Велчовата завера от 1835 г.
- Христо Берберов (1875 – 1948), живописец;
- свещ. иконом Христо Билберов (1828 – 1891)
- Христо Боев (1934 – 2000)
- Христо Джугалов (1894 – 1942)
- свещ. Христо Калев (1914 – 2001)
- д-р Христо Момчилов (1873 – 1928)
- Христо Топчиев (1845 – 1919)
- Христо Стоянов Медникаров (1930-2019)
- Христо Николов Станев (1930-2019)

Ц
- Цанка Андронова (1919 – 1996)
- Цончо Садаков (1828 – 1908)

Ю
- Юрдан Генов (1824 – 1910)
- Юрдан Момчилов (1843 – 1907)
- Юрдан Ненов (1825 – 1903), учител
- Юрдан Панайотов (1853 – 1936)
- Юрдан Попов (1884 – 1918)
- Юрдан Тодоров (1848 – 1931), учител и революционер
- Юрдан Чолаков (1861 – 1927)
- презвитера Юрдана Билберова (1838 – 1908)

Я
- Янаки Кисьов (1897 – 1976), български юрист, генерал от полицията и армията;

Други личности, свързани с Елена
- Емилиян Станев (1907 – 1979), писател, завършва гимназия през 1928 година;
- Петко Славейков (1827 – 1895), български поет, публицист, фолклорист и политик, учител в Даскалоливницата, направил препис на Паисиевата история
- поп Стоян Граматик (? – ?), духовник, учител и в Елена, направил препис на Паисиевата история